# Station Woolwich Dockyard
Woolwich Dockyard is een spoorwegstation van National Rail in Woolwich, gelegen in de Royal Borough of Greenwich in het zuidoosten van de Britse metropool Groot-Londen. Het station is genoemd naar de scheepswerf Woolwich Dockyard, die van de 15e tot de 19e eeuw in deze omgeving lag. Het station is eigendom van Network Rail en wordt beheerd door Southeastern. 